# سازوکار اختلاف
مکانیسم اختلاف یا سازوکار اختلاف (به انگلیسی: dispute mechanism) یک فرایند ساختاریافته است که به اختلافات یا شکایات بین دو یا چند طرف درگیر در روابط تجاری، حقوقی یا اجتماعی می‌پردازد. مکانیزم اختلاف در حل اختلاف استفاده می‌شود، و ممکن است شامل آشتی، حل منازعه، میانجیگری و مذاکره باشد.
سازوکارهای اختلاف ذاتاً غیرقضایی هستند، به این معنی که در دادگاه قانونی حل نمی‌شوند. براساس تحقیقات انجام شده توسط کارگروه سازوکار اختلاف غیر قضایی جان راگی، نماینده ویژه تجارت و حقوق بشر در سازمان ملل، کسانی که ساز و کارهای غیر قضایی را طراحی و نظارت می‌کنند، باید فرایندهای اصلی حقوق بشر تعریف شده توسط «تمام معاهدات هسته ای حقوق بشر سازمان ملل متحد» اعتنا کنند.

## انواع
- صنعت
- شرکت
- مقننه
- دولتی
- غیردولتی
- دولت‌مبنای مستقل
- سازمان بین‌المللی
- چند ذینفعی